# Бријар
Бријар (фр. Briare) насеље је и општина у централној Француској у региону Центар (регион), у департману Лоаре која припада префектури Монтаржи.
По подацима из 2011. године у општини је живело 5735 становника, а густина насељености је износила 126,29 становника/km². Општина се простире на површини од 45,41 km². Налази се на средњој надморској висини од 144 m метара (максималној 189 m, а минималној 122 m m).

## Демографија
| 1962. | 1968. | 1975. | 1982. | 1990. | 1999. | 2011. |
| ----- | ----- | ----- | ----- | ----- | ----- | ----- |
| 4.114 | 5.140 | 5.637 | 6.267 | 6.070 | 5.994 | 5.735 |

График промене броја становника у току последњих година